# Anne Jellema

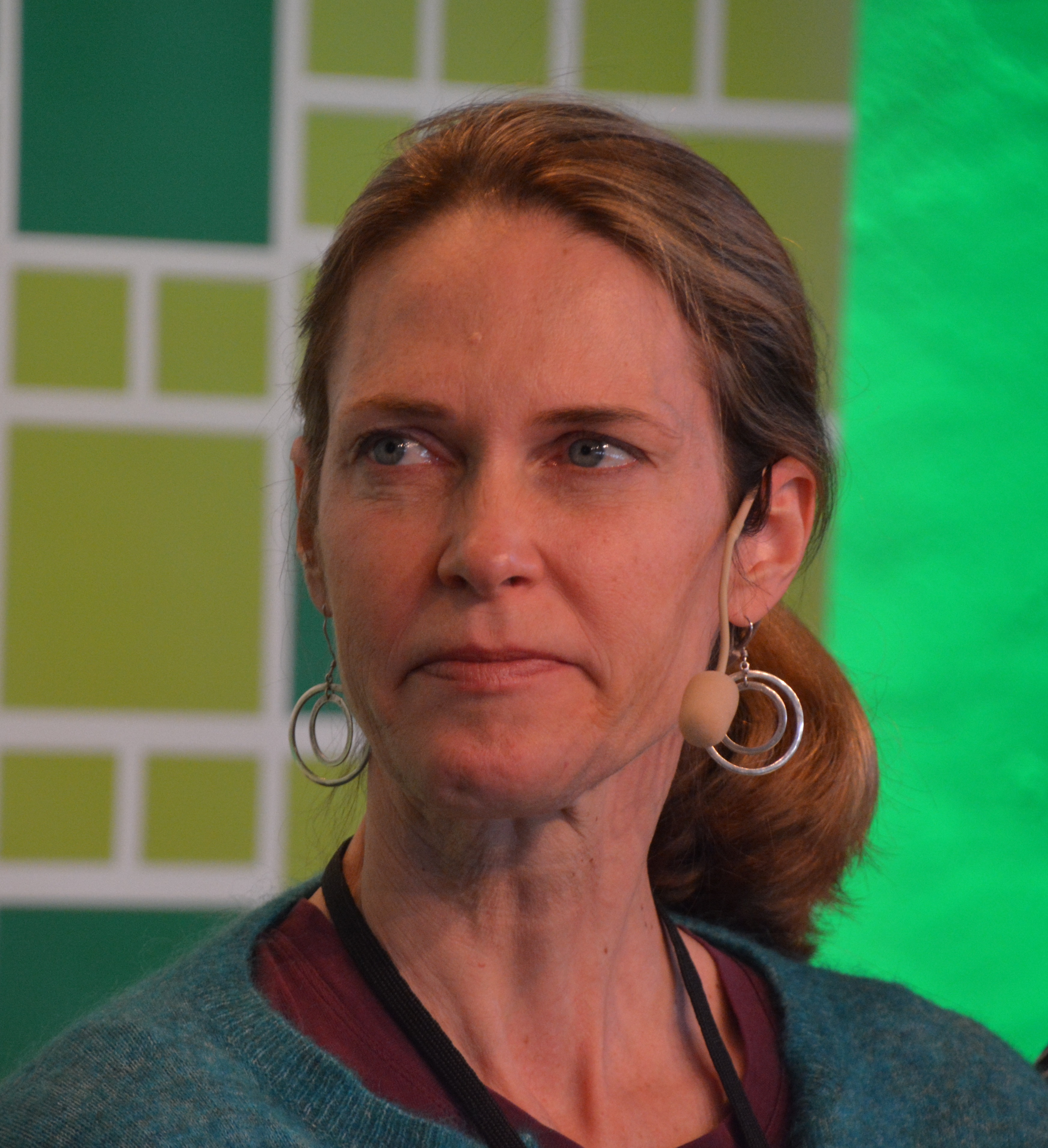
Anne Jellema.

Anne Jellema är en amerikansk internetaktivist.
Anne Jellema utbildade sig i humaniora på University of Michigan och University of Chicago 1984–1987, och i socialantropologi med en magisterexamen på Cambridge University 1988. Hon har också studerat ekonomi på University of London 2000–2013, med en magisterexamen.
Hon var medgrundare till och koordinator för Global Campaign for Education 2001–2005 och arbetade på Action Aid i Johannesburg i Sydafrika 2006–2012. 2012–2017 var hon chef för World Wide Web Foundation.